# Rachel Jackson

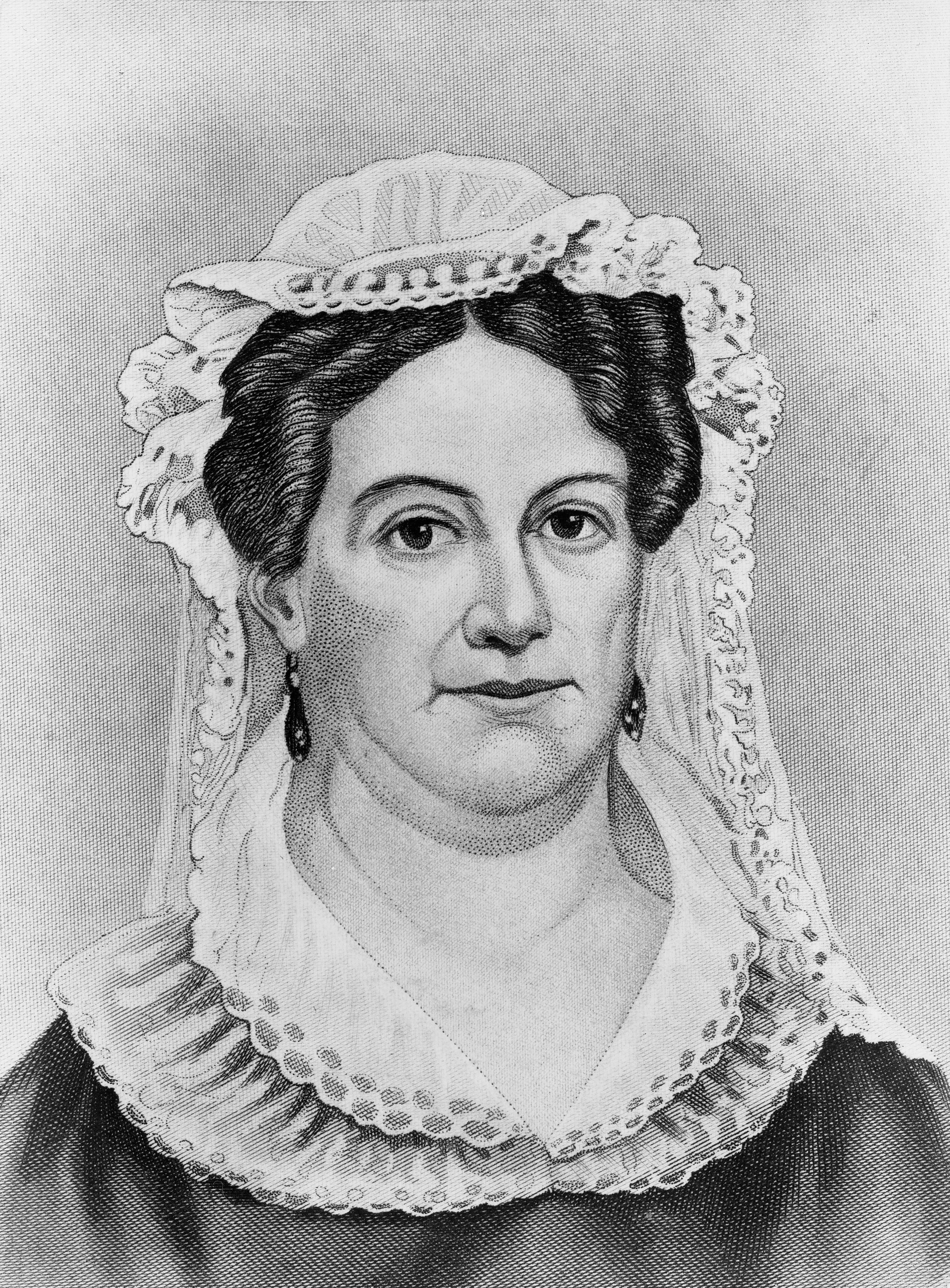
Rachel Jackson

Rachel Donelson Robards Jackson (* 15. Juni 1767 im heutigen Halifax County, Colony of Virginia; † 22. Dezember 1828 bei Nashville) war die Ehefrau des siebten US-Präsidenten Andrew Jackson. Da Jackson nach seinem Wahlsieg am 3. Dezember 1828 das Amt des Präsidenten erst ab dem 4. März 1829 antrat, konnte sie die Funktionen der sogenannten First Lady nie übernehmen, weil sie noch vor Jacksons Amtsübernahme starb. Deshalb gilt ihre Nichte Emily Donelson als First Lady während der Regierungszeit Andrew Jacksons.

## Leben
Rachel Donelsons Vater war der Forscher und Abenteurer John Donelson. Im Alter von siebzehn Jahren heiratete sie Lewis Robards (1758–1814), von dem sie sich 1790 trennte. 1791 heiratete sie Andrew Jackson im Glauben, von Robards geschieden zu sein. Zwei Jahre später wurde publik, dass dies gar nicht der Fall war. Ihr erster Mann hatte nur die Erlaubnis zur Erhebung einer Scheidungsklage erhalten, das Verfahren aber nicht durchgeführt. Daraufhin erhob sie selbst erfolgreich Klage. Nach Rechtskraft ihrer Scheidung heirateten die Jacksons 1794 erneut in aller Stille. Doch der Skandal und die Gerüchte um Ehebruch und Bigamie schadeten Andrew Jackson in seiner beruflichen und politischen Karriere, der als junger Rechtsanwalt und Mitglied der demokratisch-republikanischen Partei Delegierter der konstitutionellen Versammlung des werdenden Staates Tennessee war und das Amt des Abgeordneten im Repräsentantenhaus anstrebte. Es kam zu einer Reihe von Duellen; bei einem wurde Jackson schwer verletzt.
Das Paar lebte auf einer Baumwollplantage bei Nashville, die sie The Hermitage nannten. Die Ehe blieb kinderlos; 1809 adoptierten sie einen Neffen Rachels und nannten ihn Andrew Jackson jun. Weitere Neffen nahmen sie als Pflegesöhne auf, unter ihnen Andrew Jackson Donelson, der später seine Cousine Emily Donelson heiratete.
Rachel Robards Jackson starb im Alter von 61 Jahren bei den Vorbereitungen zum Umzug der Familie nach Washington an einem Herzinfarkt. Sie wurde im Garten ihrer Plantage beigesetzt.
In der auf den Roman Über den Tod hinaus (President’s Lady: A Novel of Rachel and Andrew Jackson) von Irving Stone basierenden Verfilmung Gefährtin seines Lebens (1953) wird Jackson von Susan Hayward dargestellt.